# Chen Hsiao-huan
Chen Hsiao-huan (chinesisch 陳曉歡; * 12. März 1987) ist eine taiwanische Badmintonspielerin. 

## Karriere
Chen Hsiao-huan wurde bei der Weltmeisterschaft 2009 33. im Dameneinzel. Ein Jahr später konnte sie sich auf Rang 17 steigern. 2010 wurde sie jeweils Neunte bei den Swiss Open, den Hong Kong Open und den China Open.

## Sportliche Erfolge
| Saison | Veranstaltung     | Disziplin   | Platz | Name                            |
| ------ | ----------------- | ----------- | ----- | ------------------------------- |
| 2009   | Weltmeisterschaft | Dameneinzel | 33    | Chen Hsiao-huan                 |
| 2010   | Weltmeisterschaft | Dameneinzel | 17    | Chen Hsiao-huan                 |
| 2010   | Swiss Open        | Dameneinzel | 9     | Chen Hsiao-huan                 |
| 2010   | China Open        | Mixed       | 9     | Liao Min-chun / Chen Hsiao-huan |
| 2010   | Hong Kong Open    | Mixed       | 9     | Liao Min-chun / Chen Hsiao-huan |